# Höpi
Höpi (egyszerűsített kínai írással: 鹤壁市, pinjin: Hèbì) prefektúra szintű város Kínában, Honan tartományban. Lakosainak száma 1 565 973 fő (2020).

## Népesség
| 2010 | 1 569 208 |
| 2020 | 1 565 973 |